# تشارلز هارفي
تشارلز هارفي (بالإنجليزية: Charles Harvey)‏ (1 يناير 1879 في المملكة المتحدة - ) هو لاعب كرة قدم بريطاني (وحمل سابقاً جنسية المملكة المتحدة لبريطانيا العظمى وأيرلندا) في مركز جناح ‏. لعب مع برمنغهام سيتي وشروزبري تاون.